# Boston Marathon 1930
De Boston Marathon 1930 werd gelopen op zaterdag 19 april 1930. Het was de 34e editie van deze marathon. Marathonwedstrijden voor vrouwen bestonden nog niet.
De Amerikaan Clarence DeMar kwam als eerste over de streep in 2:34.48.
Het parcours is te kort gebleken. Het had namelijk niet de lengte van 42,195 km, maar 41,1 km.

## Uitslag
| rang   | naam                 | land | tijd    |
| ------ | -------------------- | ---- | ------- |
| Goud   | Clarence DeMar       | USA  | 2:34.48 |
| Zilver | Ville Kyrönen        | FIN  | 2:36.27 |
| Brons  | Yrjo Korholin-Koski  | FIN  | 2:38.21 |
| 4      | Harold Webster       | CAN  | 2:39.27 |
| 5      | Gabriel Ruotsalainen | FIN  | 2:41.05 |
| 6      | Ronald B. O'Toole    | USA  | 2:41.55 |
| 7      | Jock Semple          | USA  | 2:44.29 |
| 8      | James Henigan        | USA  | 2:46.38 |
| 9      | Silas McLellan       | CAN  | 2:50.49 |
| 10     | Gordon Norman        | USA  | 2:53.17 |

1897 ·
1898 ·
1899 ·
1900 ·
1901 ·
1902 ·
1903 ·
1904 ·
1905 ·
1906 ·
1907 ·
1908 ·
1909 ·
1910 ·
1911 ·
1912 ·
1913 ·
1914 ·
1915 ·
1916 ·
1917 ·
1918 ·
1919 ·
1920 ·
1921 ·
1922 ·
1923 ·
1924 ·
1925 ·
1926 ·
1927 ·
1928 ·
1929 ·
1930 ·
1931 ·
1932 ·
1933 ·
1934 ·
1935 ·
1936 ·
1937 ·
1938 ·
1939 ·
1940 ·
1941 ·
1942 ·
1943 ·
1944 ·
1945 ·
1946 ·
1947 ·
1948 ·
1949 ·
1950 ·
1951 ·
1952 ·
1953 ·
1954 ·
1955 ·
1956 ·
1957 ·
1958 ·
1959 ·
1960 ·
1961 ·
1962 ·
1963 ·
1964 ·
1965 ·
1966 ·
1967 ·
1968 ·
1969 ·
1970 ·
1971 ·
1972 ·
1973 ·
1974 ·
1975 ·
1976 ·
1977 ·
1978 ·
1979 ·
1980 ·
1981 ·
1982 ·
1983 ·
1984 ·
1985 ·
1986 ·
1987 ·
1988 ·
1989 ·
1990 ·
1991 ·
1992 ·
1993 ·
1994 ·
1995 ·
1996 ·
1997 ·
1998 ·
1999 ·
2000 ·
2001 ·
2002 ·
2003 ·
2004 ·
2005 ·
2006 ·
2007 ·
2008 ·
2009 ·
2010 ·
2011 ·
2012 ·
2013 ·
2014 ·
2015 ·
2016 ·
2017 ·
2018 ·
2019 ·
2020 ·
2021 ·
2022